# Moldex Indústria e Comércio
Moldex Indústria e Comércio Ltda. war ein brasilianischer Hersteller von Automobilen und Booten.

## Unternehmensgeschichte
Das Unternehmen aus São Paulo beschäftigte sich zunächst mit Booten und Fiberglas. Ende 1961 wurde ein Prototyp auf einer Automobilausstellung präsentiert, und im Folgejahr eine überarbeitete Version. Im April 1964 begann die Produktion. Der Markenname lautete Moldex, wobei einige Quellen meinen, der Modellname MB sei auch gleichzeitig der Markenname gewesen. Insgesamt entstanden weniger als zehn Fahrzeuge. 1966 stellte das Unternehmen nur noch Boote aus.

## Fahrzeuge
Das einzige Modell war der MB, kurz für Mecânica Brasileira. Designer war Roberto Eugenio Stieler. Ein Fahrgestell von Vemag, die den DKW in Lizenz herstellten, bildete die Basis. Darauf wurde eine offene Karosserie aus Fiberglas montiert. Das Cabriolet hatte vier Sitze. Eine Quelle sieht eine Ähnlichkeit zu Fiat 1200 Spider und Fiat 1500 Spider. Ein Dreizylinder-Zweitaktmotor trieb die Fahrzeuge an. Das Leergewicht soll 150 kg unter jenem des Ursprungsfahrzeugs gelegen haben.